# Bartosz Śniadecki
Bartosz „Śniady” Śniadecki (ur. 21 kwietnia 1981 w Krakowie) – polski pianista, kompozytor, aranżer, producent muzyczny. Członek Akademii Fonograficznej ZPAV. Członek zespołu Afromental.

## Życiorys
Absolwent Państwowej Szkoły Muzycznej I i II stopnia im. Fryderyka Chopina w Olsztynie. Uczeń w klasie Andrzeja Jagodzińskiego w Policealnym Studium Jazzowym w Warszawie. Dyplomowany magister sztuki Akademii Muzycznej im. K. Lipińskiego we Wrocławiu, na wydziale jazzu u Piotra Kałużnego.
Współpracował z takimi artystami jak: Justyna Steczkowska, Reni Jusis, Gosia Stępień i Olga Bończyk. Współtworzył kwartet jazzowy Mid-West Quartet, z którym był nagradzany podczas Jazz Juniors 2007 w Krakowie, Krokus Jazz Festiwal 2008 w Jeleniej Górze oraz na Przeglądzie Młodych Zespołów Bluesowych i Jazzowych 2008 w Gdyni.